# Paris Football Club 2022-2023 (femminile)
Questa voce raccoglie le informazioni riguardanti la squadra femminile del Paris Football Club nelle competizioni ufficiali della stagione  2022-2023.

## Maglie e sponsor
Le tenute di gioco sono le stesse del Paris FC maschile. Lo sponsor tecnico per la stagione 2022-2023 è Adidas, mentre lo sponsor ufficiale è Victorious Bahrain.
| Casa | Trasferta |

## Organigramma societario
Area tecnica
- Allenatore: Sandrine Soubeyrand
- Vice allenatore: Paul Bertandeau
- Preparatore atletico: Maxence Pieulhet
- Preparatore atletico: Pierre De Nadaï

## Rosa
Rosa, ruoli e numeri di maglia come da sito ufficiale, integrati da footofeminin.fr, aggiornati al 21 agosto 2022.
| N. |                     | Ruolo | Calciatrice        |
| -- | ------------------- | ----- | ------------------ |
| 1  | Francia (bandiera)  | P     | Camille Pecharman  |
| 2  | Francia (bandiera)  | D     | Célina Ould Hocine |
| 3  | Francia (bandiera)  | D     | Lou Bogaert        |
| 7  | Francia (bandiera)  | D     | Tess Laplacette    |
| 8  | Francia (bandiera)  | C     | Daphné Corboz      |
| 9  | Francia (bandiera)  | A     | Mathilde Bourdieu  |
| 10 | Francia (bandiera)  | D     | Annaïg Butel       |
| 11 | Francia (bandiera)  | A     | Clara Matéo        |
| 15 | Francia (bandiera)  | C     | Margaux Le Mouël   |
| 17 | Francia (bandiera)  | C     | Gaëtane Thiney     |
| 18 | Svizzera (bandiera) | C     | Coumba Sow         |
| 19 | Francia (bandiera)  | D     | Théa Greboval      |

| N. |                     | Ruolo | Calciatrice         |
| -- | ------------------- | ----- | ------------------- |
| 20 | Francia (bandiera)  | A     | Louna Ribadeira     |
| 21 | Francia (bandiera)  | A     | Ouleymata Sarr      |
| 22 | Francia (bandiera)  | C     | Sophie Vaysse       |
| 23 | Svizzera (bandiera) | C     | Eseosa Aigbogun     |
| 24 | Francia (bandiera)  | C     | Adja Binaté         |
| 25 | Francia (bandiera)  | D     | Annaëlle Tchakounté |
| 27 | Francia (bandiera)  | D     | Julie Soyer         |
| 28 | Francia (bandiera)  | A     | Louise Fleury       |
| 31 | Francia (bandiera)  | D     | Thiniba Samoura     |
| 32 | Francia (bandiera)  | D     | Melween N'Dongala   |
| 40 | Nigeria (bandiera)  | P     | Chiamaka Nnadozie   |
|    | Francia (bandiera)  | P     | Inès Marques        |

## Calciomercato

### Sessione estiva
| Acquisti | Acquisti         | Acquisti | Acquisti   |
| R.       | Nome             | da       | Modalità   |
| -------- | ---------------- | -------- | ---------- |
| D        | Lou Bogaert      | Lilla    | definitivo |
| C        | Louise Fleury    | Guingamp | svincolata |
| C        | Margaux Le Mouël | Guingamp | svincolata |

| Cessioni | Cessioni             | Cessioni            | Cessioni   |
| R.       | Nome                 | a                   | Modalità   |
| -------- | -------------------- | ------------------- | ---------- |
| C        | Airine Fontaine      | Fleury              | definitivo |
| C        | Oriane Jean-François | Paris Saint-Germain | definitivo |

### Sessione invernale
| Acquisti | Acquisti | Acquisti | Acquisti |
| R.       | Nome     | da       | Modalità |
| -------- | -------- | -------- | -------- |
|          |          |          |          |

| Cessioni | Cessioni   | Cessioni         | Cessioni |
| R.       | Nome       | a                | Modalità |
| -------- | ---------- | ---------------- | -------- |
| C        | Coumba Sow | Servette Chênois | [ 3 ]    |

## Risultati

### Division 1

#### Girone di andata
| Arbitro: | Efe |

|                        |           |  |
| Matéo 28’ Bourdieu 72’ | Marcatori |  |

| Arbitro: | Vanderstichel |

|             |           |            |
| Kouassi 21’ | Marcatori | 73’ Binate |

| Arbitro: | Gonçalves |

|            |           |  |
| Fleury 45’ | Marcatori |  |

| Arbitro: | Fournier |

|  |           |                                  |
|  | Marcatori | 9’ Ould Hocine 76’ (rig.) Thiney |

| Arbitro: | Elbour |

|                   |           |                          |
| Bourdieu 42’, 76’ | Marcatori | 40’ Bussy 52’ Pasquereau |

| Arbitro: | Beyer |

|                             |           |                                    |
| Océane Deslandes 72’ (rig.) | Marcatori | 30’ Bourdieu 43’ Sarr 82’ Greboval |

| Arbitro: | Collin |

|            |           |           |
| Thiney 81’ | Marcatori | 61’ Gomes |

| Arbitro: | Rochebilière |

|  |           |                     |
|  | Marcatori | 13’, 41’, 44’ Matéo |

| Arbitro: | Elbour |

|                   |           |                               |
| Bourdieu 19’, 46’ | Marcatori | 17’, 70’ Renard 80’ Cascarino |

| Arbitro: | Gerbel |

|  |           |               |
|  | Marcatori | 55’ Baltimore |

| Arbitro: | Elbour |

|  |           |                                                                      |
|  | Marcatori | 39’ Thiney 41’ Matéo 45’ Sarr 52’ Greboval 74’ Fleury 90+1’ Bourdieu |

#### Girone di ritorno
| Arbitro: | Benmahammed |

|  |           |                    |
|  | Marcatori | 70’ Piga 79’ Konan |

| Arbitro: | Laur |

|            |           |                            |
| Gordon 10’ | Marcatori | 9’ Bourdieu 41’, 58’ Matéo |

| Arbitro: | Beyer |

|                         |           |  |
| Bourdieu 53’ Thiney 78’ | Marcatori |  |

| Arbitro: | Efe |

|  |           |                                      |
|  | Marcatori | 19’ Sarr 30’ Matéo 36’ (rig.) Thiney |

| Arbitro: | Beyer |

|                       |           |  |
| Matéo 1’ Bourdieu 33’ | Marcatori |  |

| Le Bouscat 25 marzo 2023, ore 13:45 CET 17ª giornata | Bordeaux | 0 – 0 referto | Paris FC | Stade Sainte-Germain - Jacques-Chatenet (863 spett.)\| Arbitro: \| Laur \| |
| Arbitro:                                             | Laur     |               |          |                                                                            |

| Arbitro: | Efe |

|                        |           |                               |
| Matéo 44’ Bourdieu 78’ | Marcatori | 18’ Cambot 59’ (rig.) Lahmari |

| Arbitro: | Rochebilière |

|                      |           |  |
| Gilles 15’ Bruun 88’ | Marcatori |  |

| Saint-Germain-en-Laye 7 maggio 2023, ore 15:00 CEST 20ª giornata | Paris Saint-Germain | 0 – 0 referto | Paris FC | Stadio Georges Lefèvre (814 spett.)\| Arbitro: \| Gerbel \| |
| Arbitro:                                                         | Gerbel              |               |          |                                                             |

| Arbitro: | Collin |

|                                                  |           |                             |
| Sarr 20’, 33’ (rig.), 63’ Matéo 83’ Bourdieu 89’ | Marcatori | 27’ Bourgouin 72’ Belkhiter |

| Arbitro: | Beyer |

|  |           |                                      |
|  | Marcatori | 35’ Matéo 53’ Bourdieu 71’, 76’ Sarr |

### Coppa di Francia
| Arbitro: | Collin |

|                                                                  |           |                                     |
| Corboz 18’ (rig.) Dumornay 68’ (rig.), 81’ Louis 85’ Bussy 90+3’ | Marcatori | 24’ Ould Hocine 50’ Thiney 89’ Sarr |

### Women's Champions League

#### Qualificazioni
| Arbitro: | Veronika Kovarova |

|                                   |           |  |
| Matéo 9’, 85’ Clémaron 32’ (aut.) | Marcatori |  |

| Arbitro: | Angelika Söder |

|                                  |                      |                                        |
| Thiney Matéo Sarr Greboval Butel | Tiri di rigore 4 – 5 | Giugliano Alves Serturini Linari Haavi |

## Statistiche

### Statistiche di squadra
| Competizione                  | Punti | In casa | In casa | In casa | In casa | In casa | In casa | In trasferta | In trasferta | In trasferta | In trasferta | In trasferta | In trasferta | Totale | Totale | Totale | Totale | Totale | Totale | DR  |
| Competizione                  | Punti | G       | V       | N       | P       | Gf      | Gs      | G            | V            | N            | P            | Gf           | Gs           | G      | V      | N      | P      | Gf     | Gs     | DR  |
| ----------------------------- | ----- | ------- | ------- | ------- | ------- | ------- | ------- | ------------ | ------------ | ------------ | ------------ | ------------ | ------------ | ------ | ------ | ------ | ------ | ------ | ------ | --- |
| Division 1                    | 42    | 11      | 5       | 3       | 3       | 19      | 13      | 11           | 7            | 3            | 1            | 25           | 5            | 22     | 12     | 6      | 4      | 44     | 18     | +26 |
| Coppa di Francia              | -     | -       | -       | -       | -       | -       | -       | 1            | 0            | 0            | 1            | 3            | 5            | 1      | 0      | 0      | 1      | 3      | 5      | -2  |
| UEFA Women's Champions League | -     | 2       | 1       | 1       | 0       | 3       | 0       | -            | -            | -            | -            | -            | -            | 2      | 1      | 1      | 0      | 3      | 0      | +3  |
| Totale                        | -     | 13      | 6       | 4       | 3       | 22      | 13      | 12           | 7            | 3            | 2            | 28           | 10           | 25     | 13     | 7      | 5      | 50     | 23     | +27 |

### Andamento in campionato
| Giornata  | 1 | 2 | 3 | 4 | 5 | 6 | 7 | 8 | 9 | 10 | 11 | 12 | 13 | 14 | 15 | 16 | 17 | 18 | 19 | 20 | 21 | 22 |
| --------- | - | - | - | - | - | - | - | - | - | -- | -- | -- | -- | -- | -- | -- | -- | -- | -- | -- | -- | -- |
| Luogo     | C | T | C | T | C | T | C | T | C | C  | T  | C  | T  | C  | T  | C  | T  | C  | T  | T  | C  | T  |
| Risultato | V | N | V | V | N | V | N | V | P | P  | V  | P  | V  | V  | V  | V  | N  | N  | P  | N  | V  | V  |
| Posizione | 5 | 5 | 3 | 3 | 3 | 3 | 3 | 3 | 3 | 3  | 3  | 5  | 3  | 3  | 3  | 3  | 3  | 3  | 4  | 3  | 3  | 3  |

Legenda:

Luogo: C = Casa; T = Trasferta. Risultato: V = Vittoria; N = Pareggio; P = Sconfitta.

### Statistiche delle giocatrici
| Giocatore           | Division 1 | Division 1 | Division 1  | Division 1 | Coppa di Francia | Coppa di Francia | Coppa di Francia | Coppa di Francia | UEFA Champions League | UEFA Champions League | UEFA Champions League | UEFA Champions League | Totale   | Totale | Totale      | Totale     |
| Giocatore           | Presenze   | Reti       | Ammonizioni | Espulsioni | Presenze         | Reti             | Ammonizioni      | Espulsioni       | Presenze              | Reti                  | Ammonizioni           | Espulsioni            | Presenze | Reti   | Ammonizioni | Espulsioni |
| ------------------- | ---------- | ---------- | ----------- | ---------- | ---------------- | ---------------- | ---------------- | ---------------- | --------------------- | --------------------- | --------------------- | --------------------- | -------- | ------ | ----------- | ---------- |
| E. Aigbogun         | 19         | 0          | 2           | 1          | 0                | 0                | 0                | 0                | 2                     | 0                     | 0                     | 0                     | 21       | 0      | 2           | 1          |
| A. Binaté Soumahoro | 13         | 1          | 0           | 0          | -                | -                | -                | -                | -                     | -                     | -                     | -                     | 13       | 1      | 0           | 0          |
| L. Bogaert          | 3          | 0          | 0           | 0          | -                | -                | -                | -                | -                     | -                     | -                     | -                     | 3        | 0      | 0           | 0          |
| L. Borges           | -          | -          | -           | -          | -                | -                | -                | -                | -                     | -                     | -                     | -                     | -        | -      | -           | -          |
| M. Bourdieu         | 21         | 13         | 2           | 0          | 1                | 0                | 0                | 0                | 2                     | 0                     | 1                     | 0                     | 24       | 13     | 3           | 0          |
| A. Butel            | 17         | 0          | 2           | 0          | 1                | 0                | 0                | 0                | 2                     | 0                     | 0                     | 0                     | 20       | 0      | 2           | 0          |
| D. Corboz           | 17         | 0          | 0           | 0          | 1                | 0                | 0                | 0                | 2                     | 0                     | 0                     | 0                     | 20       | 0      | 0           | 0          |
| L. Fleury           | 22         | 2          | 0           | 0          | 1                | 0                | 0                | 0                | 2                     | 0                     | 0                     | 0                     | 25       | 2      | 0           | 0          |
| A. Fontaine         | -          | -          | -           | -          | -                | -                | -                | -                | -                     | -                     | -                     | -                     | -        | -      | -           | -          |
| T. Greboval         | 22         | 2          | 3           | 0          | 1                | 0                | 0                | 0                | 2                     | 0                     | 2                     | 0                     | 25       | 2      | 5           | 0          |
| O. Jean-François    | -          | -          | -           | -          | -                | -                | -                | -                | -                     | -                     | -                     | -                     | -        | -      | -           | -          |
| T. Laplacette       | 17         | 0          | 1           | 0          | -                | -                | -                | -                | 1                     | 0                     | 0                     | 0                     | 18       | 0      | 1           | 0          |
| M. Le Mouël         | 15         | 0          | 1           | 0          | -                | -                | -                | -                | 2                     | 0                     | 0                     | 0                     | 17       | 0      | 1           | 0          |
| I. Marques          | 0          | 0          | 0           | 0          | 0                | 0                | 0                | 0                | -                     | -                     | -                     | -                     | 0        | 0      | 0           | 0          |
| C. Matéo            | 22         | 12         | 1           | 0          | 1                | 0                | 0                | 0                | 2                     | 2                     | 1                     | 0                     | 25       | 14     | 2           | 0          |
| M. N'Dongala        | -          | -          | -           | -          | -                | -                | -                | -                | 1                     | 0                     | 0                     | 0                     | 1        | 0      | 0           | 0          |
| C. Neller           | 0          | 0          | 0           | 0          | -                | -                | -                | -                | 0                     | 0                     | 0                     | 0                     | 0        | 0      | 0           | 0          |
| C. Nnadozie         | 21         | -          | 1           | 0          | -                | -                | -                | -                | 2                     | 0                     | 0                     | 0                     | 23       | 0      | 1           | 0          |
| C. Ould Hocine      | 16         | 1          | 0           | 0          | 1                | 1                | 0                | 0                | -                     | -                     | -                     | -                     | 17       | 2      | 0           | 0          |
| L. Pastor           | -          | -          | -           | -          | -                | -                | -                | -                | 0                     | 0                     | 0                     | 0                     | 0        | 0      | 0           | 0          |
| C. Pecharman        | 2          | 0          | 0           | 0          | 1                | -5               | 0                | 0                | 0                     | 0                     | 0                     | 0                     | 3        | -5     | 0           | 0          |
| L. Ribadeira        | 5          | 0          | 0           | 0          | -                | -                | -                | -                | 0                     | 0                     | 0                     | 0                     | 5        | 0      | 0           | 0          |
| T. Samoura          | 4          | 0          | 0           | 0          | -                | -                | -                | -                | -                     | -                     | -                     | -                     | 4        | 0      | 0           | 0          |
| O. Sarr             | 19         | 8          | 0           | 0          | 1                | 1                | 0                | 0                | 2                     | 0                     | 0                     | 0                     | 22       | 9      | 0           | 0          |
| A. Sidibé           | -          | -          | -           | -          | -                | -                | -                | -                | 0                     | 0                     | 0                     | 0                     | 0        | 0      | 0           | 0          |
| C. Sow              | 11         | 0          | 1           | 0          | 1                | 0                | 0                | 0                | 1                     | 0                     | 0                     | 0                     | 13       | 0      | 1           | 0          |
| J. Soyer            | 22         | 0          | 2           | 0          | 1                | 0                | 0                | 0                | 2                     | 0                     | 0                     | 0                     | 25       | 0      | 2           | 0          |
| A. Tchakounté       | 3          | 0          | 0           | 0          | -                | -                | -                | -                | -                     | -                     | -                     | -                     | 3        | 0      | 0           | 0          |
| H. Theriez          | -          | -          | -           | -          | -                | -                | -                | -                | -                     | -                     | -                     | -                     | -        | -      | -           | -          |
| G. Thiney           | 21         | 5          | 2           | 0          | 1                | 1                | 0                | 0                | 2                     | 0                     | 0                     | 0                     | 24       | 6      | 2           | 0          |
| S. Vaysse           | 22         | 0          | 1           | 0          | 1                | 0                | 0                | 0                | 2                     | 0                     | 0                     | 0                     | 25       | 0      | 1           | 0          |